# Short Brothers
Pour les articles homonymes, voir Short (homonymie).
Short Brothers plc est une entreprise britannique active dans le domaine de l'aéronautique. Elle est située à Belfast, Irlande du Nord. C'était la première entreprise spécialisée exclusivement dans ce domaine lors de sa fondation en 1908. Elle produisit des hydravions durant les années 1920-1930 et pendant la Seconde Guerre mondiale.
Durant la seconde guerre mondiale, Austin Motors produisit plus de 600 Stirlings dans son usine de Longbridge, à Birmingham, et Blackburn Aircraft produisit 240 Sunderlands dans son usine de l'ombre à Dumbarton, en Écosse.
Après la fin de celle-ci, Shorts (son pseudonyme) reçut de nombreux contrats pour des avions militaires et expérimentaux. À partir des années 1960, la compagnie s'orienta vers les avions de transport mais durant les années 1980 fut presque contrainte à la faillite.
En 1989, Bombardier Aéronautique, filiale de Bombardier Inc., la racheta et la ramena à la rentabilité. Au sein du groupe, Short Brothers PLC s'est spécialisé dans le développement et la production de nacelles de moteurs, de fuselages et de contrôles de vol. Shorts est le plus grand employeur d'Irlande du Nord. Elle produit pour Bombardier, ainsi que pour Boeing, Rolls-Royce Allemagne, General Electric et Pratt & Whitney.

## Histoire

### Débuts
En 1897, Eustace et Oswald Short prirent leur premier vol en montgolfière, influencés par leur père qui fut un apprenti avec Robert Stevenson. En 1902, les deux frères fondèrent une compagnie de fabrication de montgolfière dont l'un des clients était la British Indian Army à partir de 1905. Les ballons étaient fabriqués dans un atelier de Hove (Sussex), situé au-dessus du laboratoire d'acoustique d'un troisième frère Horace, qui travaillait lui-même pour le représentant européen de Thomas Edison, le colonel Gouraud.
En 1903, Horace quitta Hove pour continuer ses recherches sur les turbine à vapeur ailleurs. Eustace et Oswald durent déménager dans un atelier de Battersea, sud-ouest de Londres, juste à côté de l'usine de production de gaz. En 1908, Horace se joignit à eux et en novembre, les trois frères fondèrent la Short Brothers pour construire sous licence le Wright Flyer des frères Wright. Shorts est ainsi devenu le premier constructeur aéronautique au monde. Les six premiers avions furent livrés à des membres du Royal Aero Club.

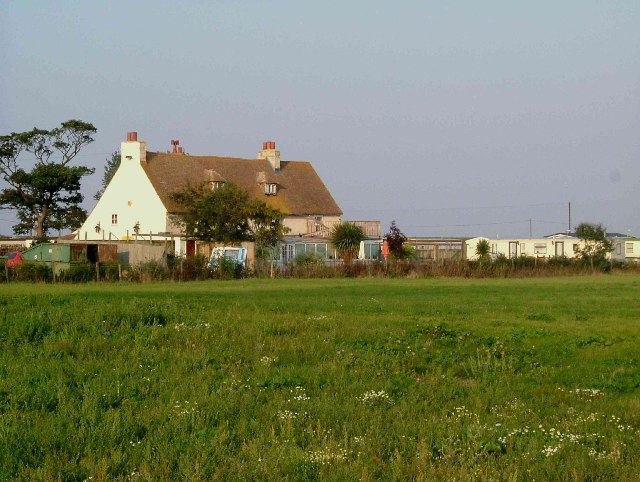
Muswell Manor - Lieu de naissance de l'aéronautique britannique

En juillet 1909, Shorts ouvrit l'aérodrome de Shellbeach à côté du manoir Muswell près Leysdown-on-Sea dans l'estuaire de la Tamise, pour l'usage des membres de l' Aero Club. En 1910, l' Aero Club et Shorts déménagèrent dans des locaux plus vastes à Eastchurch, 4 kilomètres du premier emplacement. Francis McClean, membre de l'Aero Club et avide aviateur possédant 16 aéronefs en 1914, fut leur premier pilote expérimental à titre gracieux. Il fut remplacé par Gordon Bell lorsque la tâche augmenta et que Shorts dut engager un professionnel. Plusieurs autres pilotes suivirent, dont John Lankester Parker qui devint l'un des directeurs de la compagnie et resta leur chef-pilote durant 27 ans.
On construisit dans l'usine de Eastchurch, le Short-Dunne 5, de l'ingénieur John W. Dunne, le premier avion sans queue à voler. En 1911, Shorts construisit le premier bimoteur au monde, le S.39 ou Triple Twin. Le succès des hydravions de Shorts amena la compagnie à agrandir ses installations en achetant un terrain en 1913. Jusqu'alors, elle devait transporter ceux-ci au bord de la mer par camion pour les essayer et une nouvelle usine à Borstal (Kent) près de Rochester et de la mer devint nécessaire. Tôt en 1915, le premier atelier du Seaplane Works, celui de montage, ouvrait ses portes. On ouvrit par la suite deux autres ateliers et presque tout le travail fut déplacé de Eastchurch à la nouvelle usine en 1917. Un rampe de lancement en béton, depuis l'atelier numéro 3, permettait de mettre à l'eau des hydravions jusqu'à 20 tonnes même à marée basse.

### Première Guerre mondiale
Shorts commença à prendre de l'essor durant la Première Guerre mondiale, quand la compagnie obtint un contrat du gouvernement britannique pour son hydravion Short Admiralty Type 184. Il fut le premier appareil à effectuer l'attaque d'un navire au moyen de torpilles le 15 août 1915. Ce jour-là, un S.184 décolla du HMS Ben-my-Chree, piloté par le Flight Commander Charles Edmonds, et toucha un navire turc de ravitaillement dans les Dardanelles durant la bataille de Gallipoli. Le navire de ravitaillement avait déjà été touché par une torpille provenant du sous-marin HMS E14 quatre jours auparavant et était échoué.
Le S.184 fut le plus grand succès de Shorts entre les deux guerres mondiales avec 900 produits, dont certains sous licence par d'autres constructeurs. Une version sur roues du S.184 fut également vendue au Royal Flying Corps sous le nom de Short Bomber. Durant la guerre, Shorts fut également l'un des manufacturiers des hydravions Felixstowe F.3 et Felixstowe F.5, dessinés par le Squadron Commander John Porte de la station expérimentale d'hydravions de Felixstowe. Cinquante sortirent de leur usine de Rochester.
En 1916, l'Amirauté britannique donna le contrat de construction de deux grands dirigeables à Short Brothers. Un prêt faisant partie du contrat permit à l'entreprise d'acheter un terrain à Cardington (Bedfordshire) pour y construire une usine. On y déplacera tout le travail pour les dirigeables et ballons, tout en laissant celui des avions dans la région de Rochester. L'entreprise changea donc de nom en 1919 pour celui de Short Brothers (Rochester and Bedford) Ltd.. Cependant, la partie dirigeables et ballons fut nationalisée la même année et devint Royal Airship Works.

### Les années 1920 et 1930
Juste après la guerre et durant la dépression économique qui suivit au début des années 1920, les temps furent dur pour l'industrie aéronautique britannique. Shorts y survécut sans réduire le personnel en se diversifiant. La compagnie se mit à construire de petits autobus et des tramways pour le marché britannique.
Jusqu'aux années 1940, les aéroports étaient très peu nombreux et coûteux. La seule façon de traverser les mers pour un avion de passagers était donc l'utilisation d'hydravions. Shorts envahit le marché de ce type d'avions avec trois appareils de la série Singapore en plus de fournir des pièces pour d'autres compagnies. Le De Havilland DH.50 Giant Moth (G-EBFO), un appareil utilisé par Alan Cobham pour sa traversée vers l'Australie en 1926, utilisait par exemple des flotteurs métalliques de Shorts et deux autres De Havilland Giant Moth munis de flotteurs de Shorts firent la traversée de l'Atlantique pour rejoindre leur acheteur, la Western Canada Airlines Ltd du Canada, en juin 1928.
Le Singapore I fut rendu célèbre par Sir Alan Cobham, sa femme et leur équipage qui volèrent 37 000 kilomètres en 1927. Ce voyage montra la robustesse de l'appareil, mais également les problèmes d'un tel type d'appareil lors de l'amerrissage par mauvais temps. Shorts conçut ensuite le célèbre Short Calcutta, dérivé du Singapore mais plus large et avec de plus puissants moteurs. Le premier vol du Calcutta fut en 1928 et commença sa carrière commerciale en août avec la Imperial Airways (plus tard BOAC). Deux autres le rejoignirent en avril 1929 pour suivre des routes côtières entre Gênes et Alexandrie en passant par Athènes, Corfou, Naples et Rome. Les Calcutta ouvrirent également le transport aérien entre les colonies britanniques. Le troisième et plus gros modèle de la série fut le Kent.

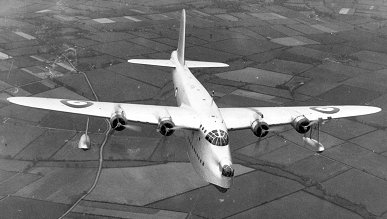
Le Short Sunderland durant la Seconde Guerre mondiale

En 1933, Shorts ouvrit une nouvelle usine à l'aéroport de Rochester pour installer sa production d'appareils terrestres. En 1934, la compagnie ferma finalement les portes de l'usine de Eastchurch et acheta le constructeur de moteurs Pobjoy qui avait travaillé avec elle depuis plusieurs années. En 1936, Shorts sortit les Short Empire, des hydravions encore plus gros, destinés à la Imperial Airways pour le service postal. Un Empire fut le premier à faire la liaison transatlantique vers l'ouest, entre l'Irlande et Terre-Neuve, le 5 juillet 1937. Un an plus tard, la compagnie obtint le contrat pour un hydravion militaire du gouvernement britannique et créa le Sunderland ayant la même structure de base mais ayant une partie supérieure modifiée. Il fut surnommé le Porc-épic volant à cause des canons et antennes hérissant sa carlingue. Il connut une brillante carrière comme hydravion de longue portée et fut utilisé durant la Seconde Guerre mondiale pour la chasse aux sous-marins allemands par les Alliés.
En 1936, le Air Ministry (ministère de l'Air britannique) crée une usine aéronautique à Belfast, en partenariat à 50 % entre Harland and Wolff et Shorts. La compagnie s'appellera Short & Harland Ltd. Le premier appareil produit est le Bristol Bombay à cinquante exemplaires. Suivent 150 bombardiers Handley-Page Hereford,. On y travailla également sur des hydravions de types Short Sandringham et Short Seaford fondés sur les Empire/Sunderland et qui devaient servir au vols transatlantiques. Ils furent plutôt utilisés après la Seconde Guerre mondiale pour le transport à travers le Commonwealth, en compétition avec des Avro Lancasters modifiés.

### Seconde Guerre mondiale
En 1943, le gouvernement britannique prit le contrôle de l'entreprise sous l'autorité du règlement numéro 78 de la défense du territoire. C'était la seconde fois que le gouvernement nationalisait ainsi des avoirs de Shorts. Oswald Shorts qui était président de l'entreprise démissionna en janvier, mais demeura président honoraire à vie.
Le Sunderland joua un rôle crucial dans la guerre sous-marine. Son long rayon d'action lui permit de fermer le trou entre l'Irlande et l'Islande lors de la Bataille de l'Atlantique dans la chasse aux U-boots. Il permit également la recherche et le sauvetage des équipages des avions tombés en mer, en particulier ceux du Coastal Command. L'appareil impressionna tellement la RAF que l'on commanda à Shorts un bombardier à quatre moteurs, le Short Stirling, une variante du Sunderland avec roues. Le Air Ministry stipula malheureusement que l'appareil devrait être polyvalent, pouvoir par exemple transporter des troupes. Excellent bombardier lourd, il devint un avion à tout faire que les progrès technologiques avaient déjà dépassé avant sa sortie. Un hydravion rapide à long rayon d'action, le Short Shetland, suivit en 1944, mais le second prototype sortit des usines seulement après la fin du conflit et fut finalement abandonné.
Durant la Bataille d'Angleterre, l'usine de Rochester fut bombardée par la Luftwaffe, qui détruisit plusieurs Stirlings et d'autres avions. L'usine de Belfast devint donc importante pour la production de Shorts, étant hors de portée des bombardiers allemands au début de la guerre. Mais le jour de Pâques 1942, ils finirent par l'atteindre. Heureusement, on avait créé des usines satellites à Aldergrove et Maghaberry, qui prirent la relève. Une usine temporaire à White Cross Bay près de Lake Windermere fut également construite, afin de produire des Sunderland Mark III. Austin Motors, de Longbridge (Birmingham), produisit des Stirlings et Blackburn Aircraft, des Sunderlands, pour Shorts.

### Après-guerre

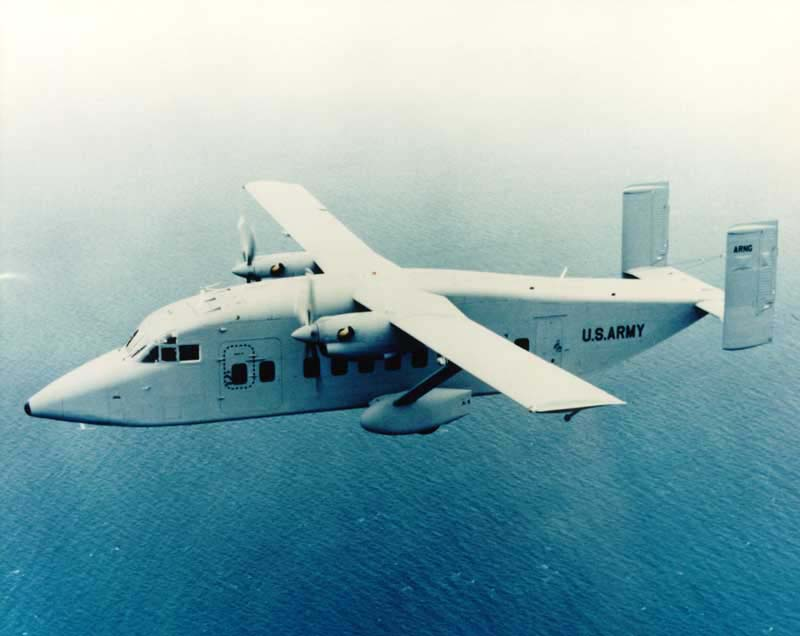
Version américaine d'un Short 330

Dès 1947, Short avait fermé toutes les usines satellites construites durant la guerre et concentra ses actifs à Belfast. Short Brothers (Rochester and Bedford) Ltd, Short Brothers et Harland Limited fusionnèrent la même année sous le nom de Short Brothers and Harland Limited. En 1948, la direction s'installa elle aussi à Belfast.
Durant les années 1950, Short travailla sur plusieurs projets dont le Short SC1, un aéronef à décollage et atterrissage verticaux. On travailla également sur des bombardiers et des avions chasseurs de sous-marins. Short développa des ordinateurs analogues en 1953 pour l'assistance à la conception de ces appareils devenus complexes.
En 1954, la Bristol Aeroplane Company acheta 15,25 % de Short. Ces fonds furent mis dans la production de l'avion de lignes commerciales turbo-propulsé Bristol Britannia, surnommé par la presse The Whispering Giant, ou le Géant qui murmure. Seulement 15 des 35 appareils prévus furent construits. Durant les années 1960, Short se trouvant une niche dans les appareils de transport de courte distance et construisit le Short SC.7 Skyvan, en compétition avec le Twin Otter de De Havilland Canada. Son avantage était dans sa grande porte arrière permettant un chargement facile. On le retrouve encore dans l'Arctique canadien.
Durant les années 1970, Short entra dans le marché des navettes régionales avec le Short 330, une modification de son Skyvan. Une version plus longue devint le Short 360, plus aérodynamique. En 1977, la compagnie redevint la Short Brothers et en 1984 fut privatisée.
Cependant, la situation politique en Irlande du Nord et la récession économique conduisent Short au bord de la faillite. Par exemple, en 1988, des loyalistes travaillant à l'usine tentèrent de vendre des pièces d'un nouveau missile ainsi que des informations sur sa conception au gouvernement d'apartheid sud-africain en échange d'armes pour les forces para-militaires. Ils furent arrêtés en avril à Paris en compagnie d'un trafiquant d'armes et d'un diplomate sud-africain. La compagnie fut achetée par Bombardier Aéronautique en octobre 1989 et cette dernière la remit sur pied comme fournisseur pour ses propres opérations avec Canadair ainsi que pour d'autres constructeurs aéronautiques.

## Produits
Avions

### 1900–1909
- Short Biplane No. 1
- Short Biplane No. 2 (1909)
- Short Biplane No. 3

### 1910–1919
- Dunne D.5 (1910)
- Dunne D.6 (1911)
- Short S.27 (1910)
- Short Tandem-Twin (1911, 2 moteurs rotatifs pour F. McClean)[22]
- Short S.34 (S.27 de longue portée)
- Short S.36 (1912)
- Short S.38 (1912)
- Short S.39 Triple-Twin (1911)[22]
- Short S.41 (1912)
- Short S.42 monoplan
- Short S.45 (1912)
- Short S.46 (1912) Monoplan à deux moteurs tracteurs/pousseurs surnommé Double Dirty
- Short S.47 Triple-Tractor (1912, 2 moteurs rotatifs de 50 hp à pales tractrice)[22]
- Short Folder (1913 ff.)- nom générique de plusieurs types.
- Short Admiralty Type 3 - Similaire au S.38 mais avec un tandem de moteurs, un seul produit.
- Short Admiralty Type 42
- Short Admiralty Type 74
- Short Admiralty Type 81 (1913) hydravion à ailes repliables.
- Short S.80 hydravion The Nile à moteur en poussée.
- Short S.81 (1913) avion armé expérimental.
- Short Admiralty Type 135 (1914) 1-off folding-wing floatplane
- Short Admiralty Type 136 (1914) 1-off folding-wing floatplane
- Short Admiralty Type 166 (1914)
- Short Admiralty Type 184 (1915)
- Short Bomber (1915)
- Short Type 827 (1914)
- Short Type 830 (1914)
- Short 310 (1916)
- Short Type 320 (1916)
- Short F.3 Felixstowe (1917)
- Short F.5 Felixstowe (1918)
- Short N.1B Shirl (1918)
- Short N.2A (1917)
- Short N.2B (1917)
- R31 (airship) (1918)
- Short Sporting Type (1919)

### 1920–1929
- Short Silver Streak (1920)
- Short N.3 Cromarty (1921)
- Gnosspelius Gull (1923)
- Short S.1 Cockle (1924)
- Short S.2 (1924)
- Short S.3 Springbok (1923)
- Short S.3a Springbok (1925)
- Short S.3b Chamois (1927)
- Short S.4 Satellite (1924)
- Short S.5 Singapore I (1925)
- Short S.6 Sturgeon (1927) (Biplane)
- Short S.7 Mussel (1926)
- Short S.8 Calcutta (1928)
- Short S.10 Gurnard (1929)
- Short Crusader (1927)

### 1930–1939
- Short S.8/8 Rangoon (1930)
- Short S.11 Valetta (1930)
- Short S.12 Singapore II (1930)
- Short S.17 Kent (1931)
- Short S.14 Sarafand (1932) (originellement Short R6/28)
- Short-Kawanishi S.15 KF1
- Short S.16 Scion/Scion II (1933)
- Short S.18 Knuckleduster (1933)
- Short L.17 Scylla (1934)
- Short S.19 Singapore III (1934)
- Short S.20 Mercury (1937 Short Mayo Composite)
- Short S.21 Maia (1937 Short Mayo Composite)
- Short S.22 Scion Senior (1935)
- Short S.23 Empire Flying Boat (1936)
- Short S.25 Sunderland (1937)
- Short S.25 Sandringham (dérivé du Sunderland)
- Short S.26 G-Class (1939)
- Short S.27 Civet - project - not built (1936)
- Short S.30 Empire Flying Boat (1938)
- Short S.31 (Half-scale Stirling) (1938)
- Short S.32
- Short S.29 Stirling (1939)

### 1940–1949
- Short S.33 Empire Flying Boat (1940)
- Short S.35 Shetland 1 (1944)
- Short S.45 Seaford (1944)
- Short S.45 Solent (1946)
- Short S.38 SA1 Sturgeon (1946)
- Short S.39 SA2 Sturgeon
- Short Nimbus (1947)
- Short S.40 Shetland 2 (1947)
- Short S.41 (1946) - Version proposée comme chasseur de l'aéronaval à partir du N.7/46 mais jamais construit[23].
- Short SB3 Sturgeon
- Short SA6 Sealand (1948)

### 1950–1959
- Short S.42 SA4 Sperrin (1951)
- Short S.43 SA5 (project only)
- Short S.48 SA9 (glider - project only)
- Short SB1 (1951)
- Short SB5 (1952)
- Short SB.4 Sherpa (1953)
- Short SB6 Seamew (1953)
- Short SB7 Sealand III
- Short SC1 (1957)

### 1960–1989

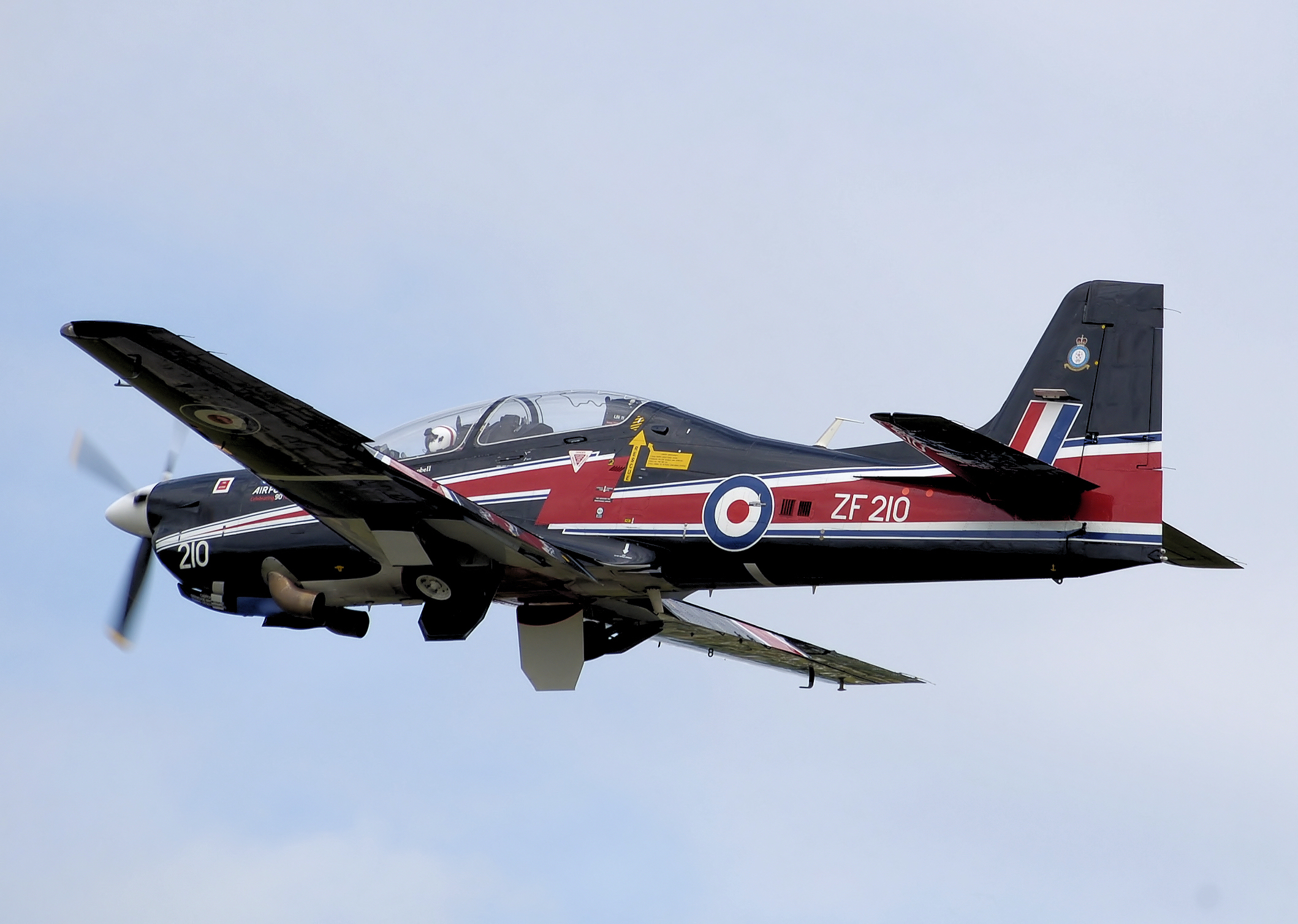
Short 312 Tucano de la Royal Air Force.

- Short SC9 Canberra (1961)
- Short SD1 Canberra (1961)
- Short SC7 Skyvan (1963)
- Short SC5 Belfast (1964)
- Shorts 330 (1974)
- Shorts 360 (1981)
- Shorts C-23 Sherpa (1985)
- Short 312 Tucano (1986)

### Source
- (en) Cet article est partiellement ou en totalité issu de l’article de Wikipédia en anglais intitulé « Short Brothers » (voir la liste des auteurs).